# Ewe
Ewe, narod iz skupine Kwa naseljen u jugoistočnoj Gani i susjednim predjelioma Togoa i Benina. Na zapadu rijeka Volta dijeli Ewe teritorij od naroda Ga-Adangme, Ga i Akan. Ewe su podijeljeni na plemena Anglo (Anlo), Bey (Be) i Gen na obali, i Peki, Ho, Kpando, Tori i Ave u unutrašnjosti. Prema oralnoj tradiciji Ewe u Ganu imigriraju prije sredine 15. stoljeća. Nasuprot političkoj i socijalnoj organizaciji Akana kod kojih prevladava matrilinearnost, Ewe su patrilinearni narod čija je najveća nezavisna politička jedinica chiefdom' (poglavištvo) s poglavicom i vijećem staraca koji mu pomažu. 'Chiefdom' ima populaciju od nekoliko stotina ljudi u jednom ili dva sela pa do nekoliko tisuća u većem broju sela. 
Većina Ewa su farmeri i uzgajivači stoke, uz obalu ribari. Neki su se specijalizirali u raznim obrtima. 
Jezik ima više dijalekata i pripada porodici Niger-Congo, užoj grupi Kwa, i ima više dijalekata: anglo, awuna, hudu, kotafoa. 

## Vanjske poveznice
- Ewe
- Ewe